# The Gabby Hayes Show
The Gabby Hayes Show est une série télévisée western. L'ancien acteur Gabby Hayes y narre les épisodes, présente des passages de vieux westerns, et raconte des histoires destinées essentiellement aux enfants.
L'émission a lieu sur NBC à 17h15 (Heure de l'Est) pendant 15 minutes trois fois par semaine. Elle précède la série de marionnettes Howdy Doody. Elle dure du 11 décembre 1950 au 1er janvier 1954. Une deuxième version d'une demi-heure est diffusée le samedi matin du 12 mai au 14 juillet 1956, c'est-à-dire seulement pendant 13 semaines, sur le réseau ABC.
Wright King apparait dans la série en 1950 et 1951 dans les rôles du bandit Sam Bass et du jeune Mark Twain.
En 1953, The Gabby Hayes Show est nommé pour un Emmy Award dans la catégorie des programmes pour enfants.
Hayes prend sa retraite après la fin de la série de 1956.

## Épisodes de 1956
Les épisodes et guest stars issus de stock-shot :
- Ambush Trail
- Enemy of the Law avec Tex Ritter
- Fighting Vigilantes avec Lash La Rue
- Ghost Town Renegades avec Lash La Rue et William Fawcett
- His Brother's Ghost avec Buster Crabbe
- Navajo Kid
- Overland Riders avec Buster Crabbe
- Shadow Valley avec Eddie Dean et Roscoe Ates
- Stage to Mesa City avec Lash La Rue
- Stagecoach Outlaws avec Buster Crabbe
- Terrors on Horseback avec Buster Crabbe
- Three in the Saddle avec Tex Ritter
- Wild Horse Phantom avec Buster Crabbe et Kermit Maynard